# Diego de Basalenque
Diego de Basalenque O.S.A. (Salamanca, España;  25 de julio de 1577 - Convento de San Miguel Arcángel, Charo, Michoacán; 12 de diciembre de 1651), conocido como Diego Basalenque o Fray Diego de Basalenque, fue un fraile agustino poeta, escritor, filósofo, teólogo y doctor en derecho. 
Llegó a Nueva España en 1586 cuando tan solo tenía nueve años, en 1593 ingresó a la orden de San Agustín (O.S.A)  y fue catedrático en Valladolid de Michoacán en la Provincia de San Nicolas Tolentino de Michoacán.
Autor de la más reconocida crónica de la provincia Agustina Historia de la provincia de San Nicolás Tolentino de Michoacán.